# Windmühle Klütz

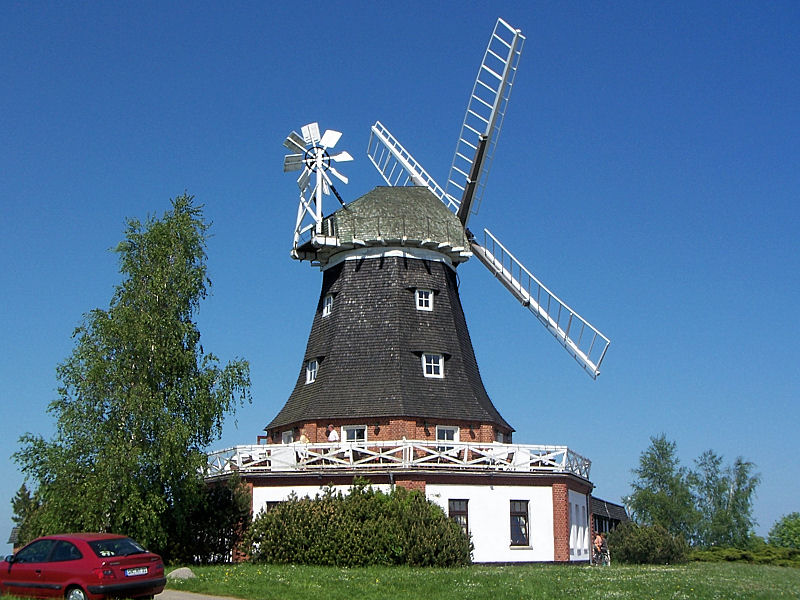
Klützer Mühle (Galerie-Holländer)

Die Windmühle ist ein denkmalgeschütztes Gebäude in Klütz im Landkreis Nordwestmecklenburg (Mecklenburg-Vorpommern).

## Geschichte und Architektur
Zur Ergänzung und Verstärkung der vom 14. bis ins 18. Jahrhundert in Klütz bestehenden Wassermühle wurden um 1770 auf dem heutigen Mühlenberg zwei Bockwindmühlen erbaut. 1860 wurden diese Mühlen durch eine Erdholländermühle ersetzt. Diese brannte 1901 ab. Die Galerieholländerwindmühle steht nördlich des Ortes. Sie wurde von 1902 bis 1904 errichtet. Der achtseitige Unterbau ist massiv, die Gebäudekanten sind lisenenartig betont. Darüber erhebt sich der ebenfalls achtseitige Mühlenkörper. 1940 wurde ein Dampfkessel eingebaut und später noch ein Elektromotor, um auch bei Windstille die Arbeit zu ermöglichen Die Mühle war bis 1954 in Betrieb. Eine LPG übernahm das Gebäude 1960 und stellte dort überwiegend Mischfutter her. 1972 wurde der Mühlenbetrieb ganz eingestellt.
Um die vom Verfall bedrohte Mühle zu erhalten, wurde 1981 die Klützer Volksinitiative zur Rettung der Klützer Mühle gegründet. Der letzte Müller schenkte der Initiative die Mühle, um sie vor der Verfall zu retten. Sie wurde mit Hilfe und materieller Unterstützung verschiedener Betriebe und Bürger von 1983 bis 1985 zur Gaststätte umgebaut. Das Flügelkreuz und die Windrose wurden erhalten, die restliche technische Ausstattung wurde entfernt. Die 26 Meter hohe Mühle erhielt neue 20 Meter lange Flügel, ihre Haube und der geschwungene achteckige Körper 32.000 Holzschindeln aus dem Gebälk umliegender Scheunen. Seit 2016 in Privatbesitz wird die Mühle bis heute auf vier Etagen als Restaurant genutzt.